# Chapelle de Saint-Martin-du-Vican
La chapelle de Saint-Martin-du-Vigan ou église de Saint-Martin-du-Vigan est un ancien édifice religieux située à Nant, en France.

## Appellation
Ce bâtiment est appelé :
- chapelle de Saint-Martin-du-Vigan au sein de la base Mérimée[1] ;
- Saint-Martin-du-Vigan (chapelle ruinée) sur les cartes IGN ;
- ancienne chapelle de Saint-Martin sur la carte d'État-Major ;
- Saint-Martin-du-Vigan sur la carte de Cassini.

## Description
La nef voûtée en pierre calcaire, le chœur et l'abside en tuf sont couverts de lauzes calcaires sans charpente.

## Localisation
La chapelle est située sur le territoire de la commune de Nant, dans le département français de l'Aveyron.

## Historique
L'édifice est bâti au XIIe siècle dans l'enceinte d'un monastère puis sert de paroisse après le départ de la communauté. Il est inscrit au titre des monuments historiques en 1936.